# West North Central states

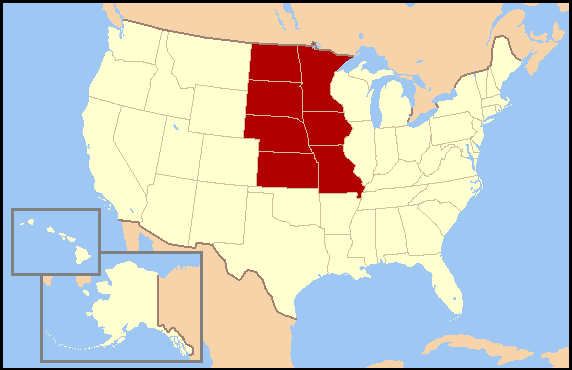
West North Central states

Die West North Central states (oder West North Central Division) bilden eine der neun geografischen Unterteilungen innerhalb der Vereinigten Staaten, die vom United States Census Bureau offiziell anerkannt sind. Diese Staaten liegen im Mittleren Westen.
Die Division besteht aus sieben Staaten: Iowa, Kansas, Minnesota, Missouri, Nebraska, North Dakota und South Dakota, und sie bildet die westliche Hälfte der größeren Region des Mittleren Westens des United States Census Bureau, deren östliche Hälfte aus den East North Central-Staaten Illinois, Indiana, Michigan, Ohio und Wisconsin besteht. Der Mississippi bildet den größten Teil der Grenze zwischen diesen beiden Gebieten.
Die West North Central-Staaten werden als Kern des Farm Belt der Nation angesehen. Im Volksmund wird die Region auch als „Agricultural Heartland“ oder einfach als „Heartland“ bezeichnet. Neben der Landwirtschaft spielt auch der Abbau von Rohstoffen eine wichtige wirtschaftliche Rolle.
In den Staaten der Region gibt es nur vergleichsweise wenige große Städte und Metropolregionen. Im Vergleich zu dem Rest des Landes zeichnet sich die Region durch eine relativ niedrige Arbeitslosigkeit und günstige Immobilienpreise aus.